# Kreis Plauen-Land
Der Kreis Plauen-Land war ein Landkreis im Bezirk Karl-Marx-Stadt der DDR. Von 1990 bis 1995 bestand er als Landkreis Plauen im Freistaat Sachsen fort. Sein Gebiet liegt heute im Vogtlandkreis. Der Sitz der Kreisverwaltung befand sich in Plauen.

## Geographie

### Lage
Der Kreis Plauen-Land lag im Südwesten des Bezirkes Karl-Marx-Stadt und umschloss kragenförmig den Stadtkreis Plauen.

### Nachbarkreise
Der Kreis Plauen-Land grenzte im Uhrzeigersinn im Norden beginnend an die (Land-)Kreise Zeulenroda, Greiz, Reichenbach, Auerbach, Oelsnitz, Stadtkreis Plauen, Hof und Schleiz.

## Geschichte
Aus der 1874 gegründeten Amtshauptmannschaft Plauen wurde 1939 der Landkreis Plauen. Nach dem Ende des Zweiten Weltkrieges 1945 gehörte der Landkreis Plauen zum Land Sachsen. Nach Gründung der DDR wurden 1952 die fünf bestehenden Länder per Gesetz aufgelöst und in 14 Bezirke gegliedert (Kreisreform). Der Landkreis Plauen gab am 25. Juli 1952 über ein Viertel (22) seiner 82 Gemeinden an den neuen Kreis Reichenbach ab. Aus dem verbliebenen Teil des Landkreises entstand der neue Kreis Plauen-Land, der dem neugebildeten Bezirk Karl-Marx-Stadt zugeordnet wurde. Der Kreissitz war in der Stadt Plauen, die als Stadtkreis kreisfrei blieb.
Bei einer nachträglichen Korrektur der neuen Kreiseinteilung am 4. Dezember 1952 wurden die Gemeinden Fröbersgrün vom Kreis Zeulenroda und Mißlareuth vom Kreis Schleiz in den Kreis Plauen-Land umgegliedert. Der Kreis umfasste damit 62 Gemeinden:
| - Altensalz - Christgrün - Dehles - Demeusel - Drochaus - Fasendorf - Fröbersgrün - Gansgrün - Geilsdorf - Grobau - Großfriesen - Großzöbern - Gutenfürst - Helmsgrün - Herlasgrün - Jocketa | - Jößnitz - Kauschwitz - Kemnitz b. Plauen - Kloschwitz - Kobitzschwalde - Kornbach - Krebes - Kröstau - Kürbitz - Leubnitz b. Plauen - Mechelgrün - Mehltheuer - Meßbach - Mißlareuth - Möschwitz - Neudörfel | - Neundorf - Neuensalz - Oberpirk - Pirk - Pöhl - Reinhardtswalde - Reuth b. Plauen - Rodersdorf - Rodau - Rößnitz - Röttis - Ruderitz - Ruppertsgrün - Schönberg - Schönlind - Schneckengrün | - Schwand - Steinsdorf - Straßberg - Syrau - Theuma - Thoßfell - Tobertitz - Thossen - Trieb - Unterpirk - Voigtsgrün - Weischlitz - Zobes - Zwoschwitz |

Der Kreis Plauen-Land war damit der einzige Kreis in der DDR, in dessen Gebiet sich keine Stadt befand.
Im Zeitraum von 1952 bis 1990 verringerte sich die Anzahl der Gemeinden durch Gemeindegebietsveränderungen um circa ein Drittel:

- 1. Januar 1957 – Eingemeindung von Reinhardtswalde in Dehles
- 1. Januar 1957 – Eingemeindung von Pirk in Großzöbern
- 1. August 1961 – Eingemeindung von Pöhl in Jocketa
- 4. Juli 1963 – Eingemeindung von Grobau in Kemnitz
- 27. Februar 1964 – Eingemeindung von Neudörfel in Jocketa
- 18. Mai 1968 – Eingemeindung von Ruderitz in Krebes
- 1. September 1968 – Eingemeindung von Ramoldsreuth (Kreis Oelsnitz) in Großzöbern
- 18. März 1969 – Eingemeindung von Röttis in Jößnitz
- 1. Januar 1972 – Eingemeindung von Altensalz und Voigtsgrün in Neuensalz
- 1. Januar 1972 – Eingemeindung von Schönlind in Reuth
- 1. Januar 1974 – Eingemeindung von Trieb in Jocketa
- 1. Januar 1974 – Eingemeindung von Zwoschwitz in Kauschwitz
- 1. Januar 1974 – Eingemeindung von Drochaus, Fasendorf, Oberpirk und Unterpirk in Mehltheuer
- 1. Januar 1974 – Eingemeindung von Thossen und Tobertitz in Reuth
- 1. Januar 1974 – Eingemeindung von Demeusel in Rodau
- 1. Januar 1974 – Eingemeindung von Christgrün in Ruppertsgrün
- 1. Januar 1974 – Eingemeindung von Gansgrün in Thoßfell
- 1. Januar 1974 – Eingemeindung von Kröstau in Weischlitz

Nach Wende und friedlicher Revolution in der DDR wurde am 17. Mai 1990 der Kreis Plauen-Land in Landkreis Plauen umbenannt und im Oktober 1990 anlässlich der Wiedervereinigung der beiden deutschen Staaten dem wiedergegründeten Land Sachsen zugesprochen.
Auf Grundlage des Staatsvertrages zwischen Thüringen und Sachsen wechselten am 1. April 1992 neun Gemeinden von Thüringen in den Landkreis Plauen:

- Elsterberg und Görschnitz aus dem Kreis Greiz,
- Langenbach, Mühltroff und Thierbach aus dem Kreis Schleiz
- Ebersgrün, Pausa/Vogtl., Ranspach und Unterreichenau aus dem Kreis Zeulenroda.

Weitere Gemeindefusionen erfolgten:

- 1. Januar 1993 – Eingemeindung von Kornbach in Mühltroff
- 1. April 1993 – Eingemeindung von Steinsdorf in Jößnitz
- 1. April 1993 – Eingemeindung von Unterreichenau in Pausa
- 1. Oktober 1993 – Eingemeindung von Görschnitz in Elsterberg
- 1. Januar 1994 – Eingemeindung von Coschütz und Kleingera (beide Kreis Reichenbach) in Elsterberg
- 1. Januar 1994 – Eingemeindung von Langenbach in Mühltroff
- 1. Januar 1994 – Eingemeindung von Thoßfell und Zobes in Neuensalz
- 1. Januar 1994 – Eingemeindung von Kobitzschwalde in Neundorf
- 1. Januar 1994 – Eingemeindung von Ebersgrün, Ranspach und Thierbach in Pausa
- 1. Januar 1994 – Eingemeindung von Dehles in Reuth
- 1. Januar 1994 – Eingemeindung von Fröbersgrün in Syrau
- 1. Januar 1994 – Eingemeindung von Rodersdorf in Weischlitz
- 1. Januar 1994 – Zusammenschluss von Geilsdorf, Großzöbern, Gutenfürst, Heinersgrün, Kemnitz, Krebes und Schwand zu Burgstein
- 1. Januar 1994 – Zusammenschluss von Helmsgrün, Herlasgrün, Jocketa, Möschwitz und Ruppertsgrün zu Pöhl
- 1. März 1994 – Eingemeindung von Mißlareuth in Reuth

Am 1. August 1994 wurde der Ortsteil Cunsdorf aus der Gemeinde Schönbach (Landkreis Greiz) aus- und in den Landkreis Plauen eingegliedert. Am 1. Januar 1995 erfolgte die Eingemeindung nach Elsterberg.
Bei der ersten sächsischen Kreisreform ging der Landkreis Plauen am 1. Januar 1996 im neuen Vogtlandkreis auf.

### Einwohnerentwicklung
| Jahr      | 1960   | 1971   | 1981   | 1989   |
| Einwohner | 26.980 | 25.718 | 23.946 | 22.961 |

## Verkehr
Über die Autobahn Plauen–Karl-Marx-Stadt war der Kreis an das Autobahnnetz der DDR angeschlossen. Dem überregionalen Straßenverkehr dienten außerdem die F 92 von Gera über Plauen nach Oelsnitz/Vogtl., die F 169 von Plauen in Richtung Aue, die F 173 von Plauen in Richtung Karl-Marx-Stadt sowie die F 282 von Plauen nach Schleiz.
Das Kreisgebiet wurde von den Eisenbahnstrecken Gutenfürst–Plauen–Leipzig, Plauen–Bad Brambach und Plauen–Greiz–Gera erschlossen.

## Bevölkerungsdaten
Übersicht über Bevölkerung und Fläche der Gemeinden des Kreises im Jahr 1990

| AGS      | Gemeinde         | Einwohner       | Einwohner         | Fläche            |
| AGS      | Gemeinde         | 3. Oktober 1990 | 31. Dezember 1990 | 31. Dezember 1990 |
| 14045030 | Dehles           | 98              | 97                | 525               |
| 14045070 | Fröbersgrün      | 224             | 217               | 528               |
| 14045090 | Geilsdorf        | 360             | 353               | 597               |
| 14045100 | Großfriesen      | 541             | 536               | 631               |
| 14045110 | Großzöbern       | 491             | 493               | 1 322             |
| 14045120 | Gutenfürst       | 258             | 256               | 346               |
| 14045130 | Helmsgrün        | 130             | 131               | 355               |
| 14045140 | Herlasgrün       | 586             | 586               | 579               |
| 14045150 | Jocketa          | 1 174           | 1 167             | 1 128             |
| 14045160 | Jößnitz          | 1 708           | 1 730             | 964               |
| 14045170 | Kauschwitz       | 839             | 849               | 1 107             |
| 14045180 | Kemnitz          | 290             | 286               | 761               |
| 14045190 | Kloschwitz       | 198             | 196               | 511               |
| 14045200 | Kobitzschwalde   | 140             | 139               | 284               |
| 14045210 | Kornbach         | 168             | 168               | 425               |
| 14045220 | Krebes           | 211             | 207               | 1 015             |
| 14045240 | Kürbitz          | 663             | 656               | 693               |
| 14045250 | Leubnitz         | 596             | 591               | 688               |
| 14045260 | Mechelgrün       | 471             | 466               | 775               |
| 14045270 | Mehltheuer       | 1 338           | 1 343             | 1 822             |
| 14045280 | Meßbach          | 118             | 116               | 297               |
| 14045290 | Mißlareuth       | 160             | 157               | 815               |
| 14045300 | Möschwitz        | 204             | 208               | 533               |
| 14045310 | Neuensalz        | 681             | 683               | 971               |
| 14045320 | Neundorf         | 1 009           | 1 011             | 455               |
| 14045340 | Reuth            | 785             | 779               | 1 725             |
| 14045350 | Rodau            | 495             | 500               | 1 183             |
| 14045360 | Rodersdorf       | 318             | 319               | 630               |
| 14045370 | Rößnitz          | 174             | 172               | 459               |
| 14045400 | Ruppertsgrün     | 829             | 819               | 1 050             |
| 14045410 | Schneckengrün    | 236             | 233               | 635               |
| 14045420 | Schönberg        | 382             | 376               | 386               |
| 14045440 | Schwand          | 176             | 174               | 830               |
| 14045450 | Steinsdorf       | 167             | 164               | 356               |
| 14045460 | Straßberg        | 507             | 497               | 512               |
| 14045470 | Syrau            | 1 613           | 1 623             | 1 038             |
| 14045480 | Theuma           | 920             | 933               | 982               |
| 14045500 | Thoßfell         | 492             | 488               | 1 037             |
| 14045550 | Weischlitz       | 2 464           | 2 459             | 1 192             |
| 14045560 | Zobes            | 383             | 386               | 632               |
| 14045000 | Landkreis Plauen | 22 597          | 22 564            | 30 774            |

## Kfz-Kennzeichen
Den Kraftfahrzeugen (mit Ausnahme der Motorräder) und Anhängern wurden von etwa 1974 bis Ende 1990 dreibuchstabige Unterscheidungszeichen, die mit den Buchstabenpaaren TR und XR begannen, zugewiesen. Die letzte für Motorräder genutzte Kennzeichenserie war XE 30-01 bis XE 99-99.
Anfang 1991 erhielten der Landkreis und die kreisfreie Stadt Plauen das Unterscheidungszeichen PL. Es wurde im Landkreis bis zum 31. März 1996 ausgegeben. Seit dem 9. November 2012 ist es im Vogtlandkreis erhältlich.